# Лілія Чех
Лілія Юріївна Чех (29 березня 1999 Львів) — українська письменниця, ілюстратор та фотографка.

## Біографія
Лілія Чех народилася 29 березня 1999 у Львові. Закінчила з відзнакою Національний університет «Львівська політехніка», де отримала ступінь бакалавра дизайну та основ архітектури. Веде блог в Instagram з 2016.
За фахом — ілюстраторка та графічна дизайнерка.
Працює фотографом, англомовним автором на фрилансі, автором текстів для соціальних мереж, зокрема для книгарні ReadUA та автором і дизайнером у проєкті «Мовити». Авторка книжки «Підростеш — побачиш».

## Творчість
В 2023 у Видавництві Юлії Сливки вийшла дебютна збірка короткої прози «Підростеш — побачиш». Книжка увійшла у Довгі списки Книга року BBC-2023.. За словами видавця тираж 2500 примірників розійшовся за лічені тижні.
За словами літературного оглядача Іллі Рудійка: 
«Підростеш — побачиш» є саме таким текстом, але водночас він значно вирізняється на тлі іншої релакс-прози. З усіх тих дитячо-пасторальних історій, які з’явилися останнім часом у нашій літературі, ця книга, либонь, є однією з найбільш вдало написаних. І річ тут передусім у подвійному голосі, що вибирає авторка для своєї оповідачки, — це водночас голос дівчинки, яка фіксує ситуацію «тут і зараз», і голос дорослої жінки, яка цю ситуацію аналізує. Жоден із цих голосів не домінує над іншим, вони гармонійно співіснують, витворюючи справді цікавий текст: мала дівчинка бачить те, як високо до стелі її підкидає тато, а доросла помічає, з яким осудом на нього дивиться бабуся; мала дівчинка бачить, яка добра її мама, що не ставить вимог, а доросла розуміє, що всі вимоги мати ставила сама собі.